# Чинакота
Чинакота (исп. Chinácota) — город и муниципалитет в северо-восточной части Колумбии, на территории департамента Северный Сантандер. Входит в состав Юго-Восточного субрегиона.

## Географическое положение

Муниципалитет Чинакота

Город расположен в юго-восточной части департамента, в горной местности Восточной Кордильеры, на расстоянии приблизительно 28 километров к юго-юго-западу (SSW) от города Кукута, административного центра департамента. Абсолютная высота — 1232 метра над уровнем моря.
Муниципалитет Чинакота граничит на севере с территорией муниципалитета Лос-Патьос, на востоке — с муниципалитетами Рагонвалия и Эрран, на юго-востоке — с муниципалитетом Толедо, на юго-западе — с муниципалитетом Памплонита, на западе и северо-западе — с муниципалитетом Бочалема. Площадь муниципалитета составляет 166,64 км².

## Население
По данным Национального административного департамента статистики Колумбии, совокупная численность населения города и муниципалитета в 2015 году составляла 16 348 человек.
Динамика численности населения муниципалитета по годам:
| 2005   | 2006   | 2007   | 2008   | 2009   | 2010   | 2011   | 2012   | 2013   | 2014   | 2015   |
| ------ | ------ | ------ | ------ | ------ | ------ | ------ | ------ | ------ | ------ | ------ |
| 14 784 | 14 930 | 15 073 | 15 217 | 15 378 | 15 539 | 15 697 | 15 858 | 16 020 | 16 180 | 16 348 |

Согласно данным переписи 2005 года мужчины составляли 49,3 % от населения Чинакоты, женщины — соответственно 50,7 %. В расовом отношении белые и метисы составляли 99,6 % от населения города; негры, мулаты и райсальцы — 0,4 %.
Уровень грамотности среди всего населения составлял 90,1 %.

## Экономика
Основу экономики Чинакоты составляют сельское хозяйство и добыча каменного угля.
53,2 % от общего числа городских и муниципальных предприятий составляют предприятия торговой сферы, 29,8 % — предприятия сферы обслуживания, 16,8 % — промышленные предприятия, 0,2 % — предприятия иных отраслей экономики.

## Транспорт
К западу от города проходит национальное шоссе № 55 (исп. Ruta Nacional 55).